# Кадаришкі
Кадаришкі (пол. Kadaryszki) — село в Польщі, у гміні Рутка-Тартак Сувальського повіту Підляського воєводства.
Населення — 64 особи (2011).
У 1975-1998 роках село належало до Сувальського воєводства.

## Демографія
Демографічна структура станом на 31 березня 2011 року:
|          | Загалом | Допрацездатний вік | Працездатний вік | Постпрацездатний вік |
| -------- | ------- | ------------------ | ---------------- | -------------------- |
| Чоловіки | 26      | 5                  | 19               | 2                    |
| Жінки    | 38      | 10                 | 17               | 11                   |
| Разом    | 64      | 15                 | 36               | 13                   |